# Maurice Holleaux

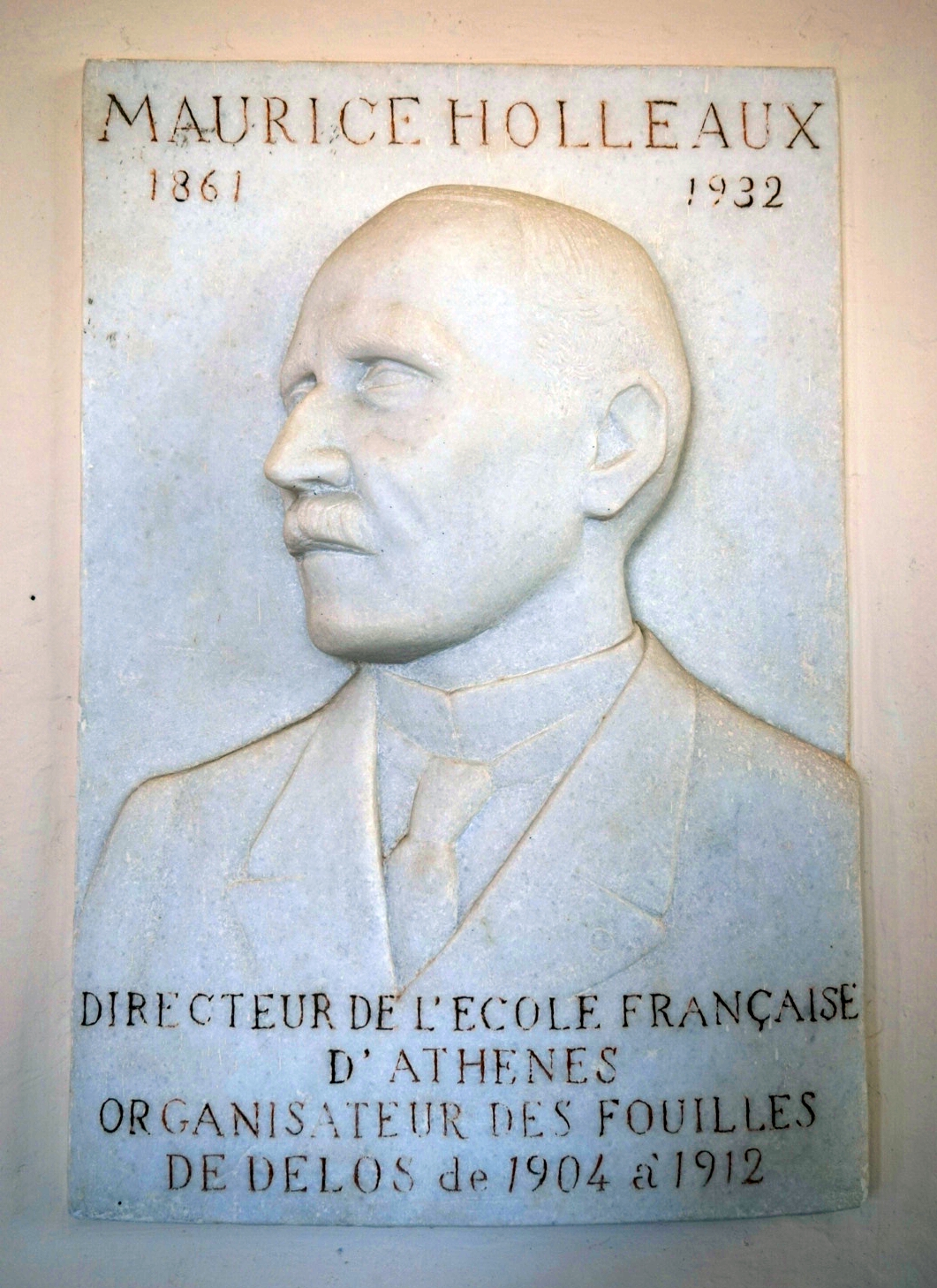
Gedenkplakette für Maurice Holleaux am Archäologischen Museum Delos.

Eugène Maurice Holleaux (* 15. April 1861 in Château-Thierry; † 22. September 1932 in Limon bei La Ferté-sous-Jouarre) war ein französischer Gräzist, Althistoriker, Epigraphiker und Klassischer Archäologe.

## Leben
Maurice Holleaux studierte ab 1879  an der École normale supérieure in Paris und schloss 1881 mit der Agrégation in Geschichte ab. 1882 wurde er als Stipendiat Mitglied der École française d’Athènes in Athen, die zu dieser Zeit von Paul Foucart geleitet wurde. Sein wissenschaftliches Interesse konzentrierte sich insbesondere auf das Apollon-Heiligtum auf dem Gebirgszug Ptoion in Böotien, wo er von 1884 bis 1891 aktiv war. Zudem forschte er epigraphisch zu Samos, Rhodos und Lykien, beide Regionen hatte er ebenfalls bereist. Ab 1886 war er Maitre de Confèrençes an der Universität Bordeaux. Zwei Jahre später wurde er Professor für Archäologie an der Universität Lyon. 1904 wurde Holleaux als Nachfolger Théophile Homolles Direktor der Athener École française d'Athènes. Hier richtete er das Publikationsorgan, das Bulletin de correspondance hellénique, wieder auf das Ziel aus und leitete die Ausgrabungen in Delos. Dabei konnte er durch die Einwerbung von Spenden beim Duc de Lombat die knappe Finanzlage stark verbessern. Besonders gute Verbindungen unterhielt er zu seinen deutschen Kollegen des Deutschen Archäologischen Instituts Athen. 1909 wurde er auf Antrag Ulrich von Wilamowitz-Moellendorffs und mit Unterstützung Hermann Diels’, Reinhard Kekulés, Johannes Vahlens und Eduard Meyers als korrespondierendes Mitglied in die Königlich-Preußische Akademie der Wissenschaften aufgenommen. Nach seiner Rückkehr nach Frankreich im Jahr 1912 wurde er Professor für hellenistische Geschichte und griechische Epigraphik an der Sorbonne. 1925 wurde er Mitglied der Académie des inscriptions et belles-lettres, 1927 folgte er Paul Foucart auf dessen Platz als Epigraphiker am Collège de France.
Holleaux widmete sich insbesondere der hellenistischen Geschichte und publizierte neben in französischen Periodica bis 1914 auch in deutschen Zeitschriften wie Hermes und Klio. 1918 veröffentlichte er mit ΣΤΡΑTΗΓΟΣ ΎΠΑΤΟΣ. Étude sur la traduction en grec du titre consulaire, eine Vorform seiner Habilitationsschrift.
Sein bedeutendster Schüler war Louis Robert.

## Veröffentlichungen (Auswahl)
- Discours prononcé par Néron à Corinthe en rendant aux Grecs la liberté, 28 novembre 67 J.-C. Lyon 1889.
- ΣΤΡΑTΗΓΟΣ ΎΠΑΤΟΣ. Étude sur la traduction en grec du titre consulaire. De Boccard, Paris 1918 (Digitalisat).
- Rome, la Grèce et les monarchies hellénistiques au IIIe siècle avant J. C. (273-205). De Boccard, Paris 1921.
- Études d'épigraphie et d'histoire grecque. Textes rassemblés par Louis Robert. 5 Bände, Paris 1938–1957.